# سالم بن زياد
سالم بن زياد وال أموي وقائد للدولة الأموية كان صاحب شرطة أخيه مسلم بن زياد وكان والي حمص لمعاوية عام 53 للهجرة.

## نسبه
سالم بن زياد بن أبي سفيان بن حرب بن أمية بن عبد شمس بن عبد مناف بن قصي بن كلاب بن مرة بن كعب بن لؤي بن غالب بن قريش بن النضر بن كنانة بن خزيمة بن مدركة بن إلياس بن مضر البصري السفياني الأموي القرشي .

## فتوحاته
ندبه معاوية في حملة لحرب زونبيل صاحب زابل وتمكن سالم من رفع راية الأمويين على أسوار زابل كما ندبه محمد بن يزيد بن أبي سفيان لحرب الأمير البيزنطي نيكفيور وتمكن سالم من فتح المصيصة

## نبذه
كان مع مسلم حين حارب زونبيل مرة أخرى وكان مع عبيدالله بن زياد أخيه سالم حين قام بقتل الخارجي أبي بلال مرداس بن حدير وأخيه عروة بن أدية وكان كثير الصلاة.

## وقوفه مع بني أمية
وقف مع أهله الأمويين وكان ذراع يزيد في خراسان.

## مبايعته ابن الزبير وهلاكه

### وقوفه في وجهمروان بن الحكم
وقف سالم في وجه مروان بعد موت يزيد وقد أرسل مروان له أخيه عبيدالله بن زياد لكن سالم تناوش مع أخيه فهرب سالم إلى مصعب بن الزبير في البصرة

### قتاله لعبد الملك بن مروان
وقف سالم ضد الحجاج بن يوسف الثقفي ومع سالم ابن خالته أبو مازن الأشعري وقد قتله رجل من مذحج أرسله الحجاج وأتي برأسه لعبد الملك فحزن عبد الملك لإن ابن جلدته هذا بايع عبد الله بن الزبير.